# Loving Pablo
Loving Pablo is een Spaanse film uit 2017, geschreven en geregisseerd door Fernando León de Aranoa.

## Verhaal
De film vertelt het waargebeurde verhaal van Pablo Escobar en de affaire die hij had met journaliste en tv-presentatrice Virginia Vallejo.

## Rolverdeling
| Acteur                | Personage                             |
| --------------------- | ------------------------------------- |
| Javier Bardem         | Pablo Escobar                         |
| Penélope Cruz         | Virginia Vallejo                      |
| Peter Sarsgaard       | Shepard (gebaseerd op Stephen Murphy) |
| Julieth Restrepo      | Maria Victoria Henao                  |
| David Valencia        | Santos                                |
| David Ojalvo          | FBI-agent                             |
| Giselle Da Silva      | Olguita Arranz                        |
| Fredy Yate            | Pelado                                |
| Ricardo Niño          | Careta                                |
| Pedro Calvo           | Gatillero                             |
| Joavany Alvarez       | Ignacio Velarde                       |
| Santiago Londoño      | Hermosilla                            |
| Juan Sebastián Calero | Carlos Corral                         |
| Quique Mendoza        | Abel Monje                            |
| Ariel Sierra          | Salvador Martín                       |
| Julio Nava            | Garza                                 |
| Miguel Such           | Victor                                |
| Atanas Srebrev        | Agent Holland                         |
| Tania Valencia        | Chantal                               |
| Sara Deray            | Paula                                 |
| Santiago Soto         | Ignacio Castro                        |
| Hannah L'Hoeste       | Manuela (4 jr)                        |

## Ontvangst

### Recensies
Op Rotten Tomatoes geeft 32% van de 47 recensenten de film een positieve recensie, met een gemiddelde score van 4,82/10. Metacritic komt tot een score van 42/100, gebaseerd op 16 recensies.
De Volkskrant gaf de film twee sterren en schreef: "Loving Pablo pakt uit met enkele spetterende scènes die de buitensporige macht van Escobars Medellín-kartel demonsteren." NRC gaf de film 3 sterren en schreef: "Zwalken tussen objectief docudrama en subjectieve semi-komedie maakt Escobar tot een halfslachtige film."

### Prijzen en nominaties
De film werd genomineerd voor twee Premios Goya.
| Jaar | Prijs                           | Categorie     | Genomineerde  | Resultaat   |
| ---- | ------------------------------- | ------------- | ------------- | ----------- |
| 2018 | Premios Goya (32ste uitreiking) | Beste acteur  | Javier Bardem | Genomineerd |
| 2018 | Premios Goya (32ste uitreiking) | Beste actrice | Penélope Cruz | Genomineerd |